# Kemnade (Bodenwerder)
Kemnade ist ein Ortsteil der Stadt Bodenwerder im Landkreis Holzminden in Niedersachsen.
Der Ort liegt zwischen der B 240 und der B 83. Am östlichen Ortsrand fließt die Weser.

## Siehe auch

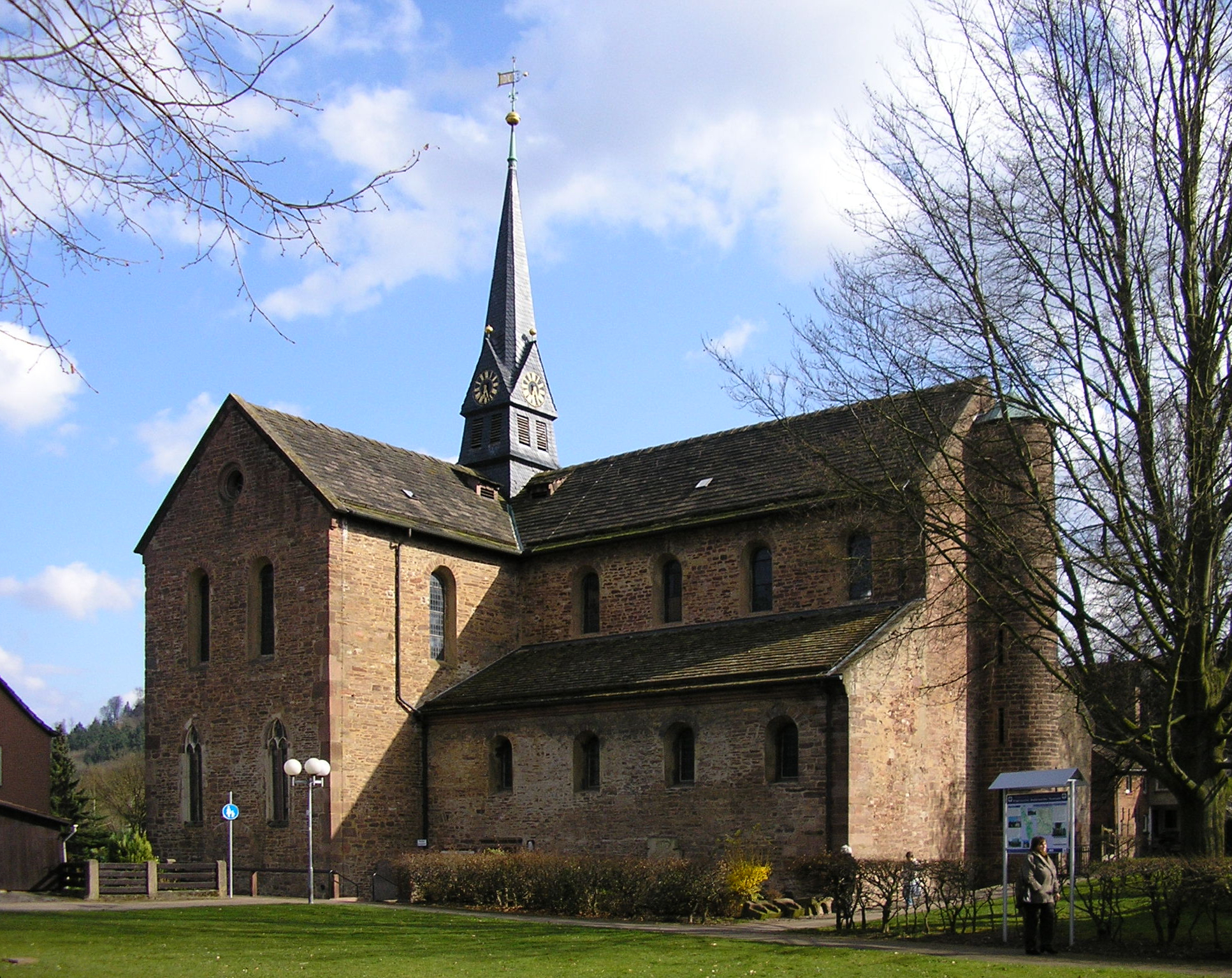
Ehemalige Klosterkirche St. Marien Kemnade